# Gustav Denhardt

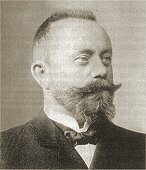
Denhardt (o. J.)

Gustav Denhardt (* 16. Juni 1856 in Zeitz; † 17. Juli 1917 in Leipzig) war ein deutscher Afrikaforscher.

## Leben
1878 unternahmen die Brüder Clemens und Gustav Denhardt ihre erste Expedition in Ostafrika. Zusammen mit dem Arzt Gustav Adolf Fischer befuhren sie den Pokomo, dann den Tana aufwärts bis Massa. Nachdem sie 1879 ihre Forschungsergebnisse veröffentlicht und zurück in Deutschland vom interessierten deutschen Handel das nötige Kapital zusammengebracht hatten, bildeten sie 1882 ein sogenanntes Tanakomitee und traten 1884 mit der Unterstützung der Akademie der Wissenschaften eine erneute Reise nach Sansibar an. Clemens Denhardt erwarb Land von einem Gebiet von 50 km² bei Kann am Pokomo und weitere 1.300 km² mit einer Küstenlänge von 60 km mit allen Hoheitsrechten. Zudem erwirkten die Brüder die deutsche Schutzherrschaft über das Sultanat Witu.
Während Clemens nach Berlin zurückreiste, blieb Gustav in Lamu und führte neben dem Plantagenbau 1887 weitere Erforschungen des unter deutschen Schutz gestellten Hinterlandes aus. Am 1. Juli 1890 wurde der Vertrag zwischen dem Deutschen Reich und dem Vereinigten Königreich über die Kolonien und Helgoland unterzeichnet, der auch den Tausch des Sultanats Witu gegen die britische Insel Helgoland enthielt.
Gustav Denhardts Grab befindet sich auf dem Johannes-Friedhof in Zeitz. In seiner Geburtsstadt befindet sich ein Gedenkstein am Wendischen Berg. Die in Zeitz beheimatete Museumsbibliothek „Ernst Ortlepp“ beinhaltet Literatur zu den Brüdern.